# نامه دانش‌پژوهان
نامه دانش‌پژوهان نام یکی از مطبوعات استان فارس در دوران قاجاریه است.
این روزنامه از سال ۱۳۴۲ هـ.ق به وسیله محمدعلی دانشی مشهور به ناظم‌الاسلام در شیراز به چاپ رسیده است.